# Клебс, Георг
Георг Клебс (нем. Georg Albrecht Klebs; 23 октября 1857, Нейденбург, Восточная Пруссия (ныне Нидзица, Польша) — 15 октября 1918, Гейдельберг, Германия) — немецкий ботаник, член Гейдельбергской АН. Брат Эдвина и Элимара Клебсов.

## Биография
Учился в Кёнигсбергском, Страсбургском, Вюрцбургском, Тюбингенском университетах. В 1887—1898 годах профессор Базельского университет, в 1898—1907 годах — Университета Галле, с 1907 года — Гейдельбергского университета.
Основные научные работы посвящены систематике и онтогенезу водорослей, грибов и высших растений, физиологии растительной клетки. Георг Клебс считается одним из ведущих специалистов в области экспериментальной морфологии растений и физиологии растений.